# 마차텔로
마자텔로(이탈리아어: mazzatello, 약칭: mazza)는 18세기 후반부터 1870년까지 교황청에서 고안 및 사용한 두부 외상을 입히는 사형제도이다. 이 방법은 처형에 사용된 크고 긴 손잡이가 달린 망치의 이름을 따서 명명되었다.
사형수들은 사제와 함께 로마의 공공 광장에 있는 교수대로 인도된다. 먼저 사형수의 영혼을 위해 기도를 하고, 망치를 휘둘러서 사형수의 머리를 치게 되는데, 이 방식은 현대의 목축장에서 소를 도살하는 방법과 유사하다고 한다. 사형수는 대개 즉사하기보다는 의식을 잃기 때문에, 칼로 목을 베어버리는 과정이 필요했다.
이 방법의 변형으로 알렉산드르 뒤마의 소설 《몬테 크리스토 백작(Le Comte de Monte-Cristo)》에 la mazzolata 와 mazzolato로 등장하는데, 이때 사형 선고를 받은 죄수의 머리의 옆통수를 메이스로 친다.

## 같이 보기
- 베아트리체 첸치